# Signe Gaupset
Signe Gaupset (Molde, 18 juni 2005) is een voetbalspeelster uit Noorwegen. Ze speelt als middenvelder voor SK Brann in de Toppserien.

## Clubcarrière
Gaupset groeide op in Molde en begon met voetballen bij Rival om vervolgens naar Molde te gaan. Op jonge leeftijd trainde Gaupset voor en na school, evenals na het eten. Door deze hoge intensiteit liep ze in het seizoen 2023 een blessure op.
Voor haar zestiende verjaardag voegde ze zich bij IL Sandviken en bleef bij de club actief totdat deze overging in SK Brann in 2022. Gaupset brak definitief door met haar twee doelpunten in de Noorse bekerfinale tegen Stabæk. In het seizoen 2023 kwam Gaupset met SK Brann in actie in de Champions League. Tijdens een verlies tegen Olympique Lyon maakte Gaupset veel indruk. Een week later maakte Gaupset de gelijkmaker in de extra tijd in een wedstrijd tegen opnieuw Olympique Lyon. In de laatste wedstrijd tegen SK Slavia Praag eindigde een actie van Gaupset in een eigen doelpunt in het voordeel van SK Brann, waardoor Gaupset en consorten zich plaatsen voor de volgende ronde van de Champions League.

## Statistieken
| Seizoen | Club         | Land      | Competitie | Wedstrijden | Doelpunten |
| ------- | ------------ | --------- | ---------- | ----------- | ---------- |
| 2021    | IL Sandviken | Noorwegen | Toppserien | 5           | 1          |
| 2022    | SK Brann     | Noorwegen | Toppserien | 19          | 2          |
| 2023    | SK Brann     | Noorwegen | Toppserien | 8           | 0          |
| 2024    | SK Brann     | Noorwegen | Toppserien | 27          | 7          |
| Totaal  | Totaal       | Totaal    | Totaal     | 59          | 10         |

Laatste update: 10 maart 2025

## Interlandcarrière
Gaupset was als jeugdinternational een fervent doelpuntenmaakster. Voor Noorwegen -17 wist op het EK 2022 tot scoren te komen. Ondanks haar doelpunt werd Gaupset met haar land uitgeschakeld in de groepsfase.
In februari 2024 werd Gaupset voor het eerst opgeroepen voor de Noorse nationale ploeg door bondscoach Gemma Grainger, die haar opnam in haar allereerste selectie. Ze maakte haar debuut door in te vallen in een wedstrijd tegen Kroatië. Haar eerste interlanddoelpunt maakte Gaupset op 29 oktober 2024 in een EK 2025 kwalificatieduel tegen Albanië.